# Province de Lai Châu
Lai Châu est une province  de la région du Nord-ouest du Viêt Nam. Elle occupait autrefois une grande superficie, bordée au sud par le Laos et au nord par la Chine. Depuis 2004 la province a été séparée en deux, Điện Biên au sud et Lai Châu au nord. Très montagneuse, elle abrite les deux plus importants sommets du Viêt Nam, le Phan Xi Pang, point culminant du pays, et le Phu Si Lùng. 

## Histoire
(décembre 2010).
Améliorez-le ou discutez des points à vérifier. 
La ville de Lai Châu, renommée Muong Lay, a disparu sous le lac créé par le  plus grand barrage hydroélectrique du Việt Nam, le barrage de Tabou. Mais une nouvelle ville s'est développée sur les bords du lac et continue de s'appeler Muong Lay. Le nom de Lai Chau a été redonné à la nouvelle capitale provinciale, auparavant appelée Tam Đường et située à moins de 2 heures (80 km) de la célèbre station de Sa Pa et du célèbre Phan Xi Păng.

## Administration
Lai Châu comprend 6 districts et la ville de Lai Châu:
| Divisions | Superficie (km²) | Subdivisions | Subdivisions | Subdivisions     |
| Divisions | Superficie (km²) | Quartiers    | Villes       | Communes rurales |
| --------- | ---------------- | ------------ | ------------ | ---------------- |
| Lai Châu  | 70,77            | 5            |              | 2                |
| Mường Tè  | 2 679,34         |              | 1            | 13               |
| Nậm Nhùn  | 1 388,08         |              | 1            | 10               |
| Phong Thổ | 103,46           |              | 1            | 17               |
| Sìn Hồ    | 1 526,96         |              | 1            | 21               |
| Tam Đường | 684,72           |              | 1            | 13               |
| Than Uyên | 903,26           |              | 1            | 9                |
| Tân Uyên  | 796,88           |              | 1            | 11               |

## Source
1. ↑  Area, population and population density in 2012 by province, General Statistics Office Of Vietnam (lire en ligne)